# (416400) 2003 UZ117
(416400) 2003 UZ117, também escrito como (416400) 2003 UZ117, é um objeto transnetuniano que está localizado no Cinturão de Kuiper, uma região do Sistema Solar. Este corpo celeste é classificado como um cubewano e é um membro da família Haumea. Ele possui uma magnitude absoluta de 5,2 e tem um diâmetro estimado de 133 km para 401 km.

## Descoberta
(416400) 2003 UZ117 foi descoberto no dia 24 de outubro de 2003 pelo Spacewatch.

## Características orbitais
A órbita de (416400) 2003 UZ117 tem uma excentricidade de 0,134 e possui um semieixo maior de 44,225 UA. O seu periélio leva o mesmo a uma distância de 38,318 UA em relação ao Sol e seu afélio a 50,132 UA.